# Ayana Sakai
Ayana Sakai (del japonés: 酒井彩名 ‘Sakai Ayana’). (n. 16 de mayo de 1985, Mobara (Chiba), Japón. Es una diseñadora de moda, modelo, actriz y cantante japonesa. Fue miembro del grupo ídol Licca.

## Biografía
Sus padres fueron músicos amateurs. En su niñez aprendió a tocar el violín, la trompeta y el piano. Debutó como modelo en el año 1996 y dos años después se adhirió a la agencia Nittelegenic. Además, estudió nutriología, también es diseñadora de moda y manicurista. Terminó su secundaria en el Colegio Horikoshi.
En la década de 1990 e inicios de los años 2000, participó en múltiples doramas, películas y programas de variedades de género. Además, liberó algunos PhotoBooks como modelo.
En 2002 inició una carrera como cantante, junto a sus compañeras Yu Abiru y Haruka Kinami formaron el grupo ídol Licca. No obtuvieron las ventas deseadas y el trío se disolvió un año después.
En el año 2003 apareció en la película Battle Royale II: Réquiem y en 2004 en la versión en imagen real del manga Devilman. En 2005 tuvo una participación en el dorama Hana yori dango.
En 2013 pausó su carrera y desde entonces se desempeña como ama de casa. Asimismo, comparte con sus lectores su afición a la repostería.

## Vida personal
Contrajo nupcias en el año 2007 con Tetsuya Ogawa, líder y bajista de la banda L'Arc~en~Ciel. En abril de 2014 su agencia informó que estaba embarazada y el 1 de septiembre de ese año dio a luz a un varón. El 6 de agosto de 2016 anunció el nacimiento de su segundo hijo, una niña.

## Doramas
- Kangei! Danjiki Goikkosama (2001)
- Ace wo Nerae! as Midorikawa Ranko (2004)
- Attack No.1 as Hayakawa Midori (2005)
- Ace wo Nerae Kiseki e no Chousen as Midorikawa Ranko (2004)
- Water Boys Finale (2005)
- Hana Yori Dango (2005)
- Gachi Baka (2006)
- Oishii Proposal (2006, episodio 1)
- Bengoshi no Kuzu (2006, episodio 10)
- Hyakki Yakosho (2007)
- Shinkansen Girl (2007)
- Jotei (2007)
- Mop Girl (2007, episodio 2)
- Koi no Kara Sawagi Drama Special Love Stories IV (2007)
- Zettai Kareshi (2008, episodios 7 y 9)
- Walkin' Butterfly (2008)
- Judge II (2008)
- Hanazakari no Kimitachi e 2011 (2011, episodio 3)

## Filmografía
- Man, Next Natural Girl: 100 Nights In Yokohama (1999)
- Boogiepop wa Warawanai: Boogiepop and Others (2000)
- Battle Royale II: Réquiem (2003)
- Devilman (2004)